# Z-ROK
Z-Rok (weitere Schreibweisen ZROK, Z-Roc, zroc; bürgerlich Wolfgang Lehnerer, * 1966 in München) ist ein deutscher Graffiti-Künstler.

## Leben und Werk

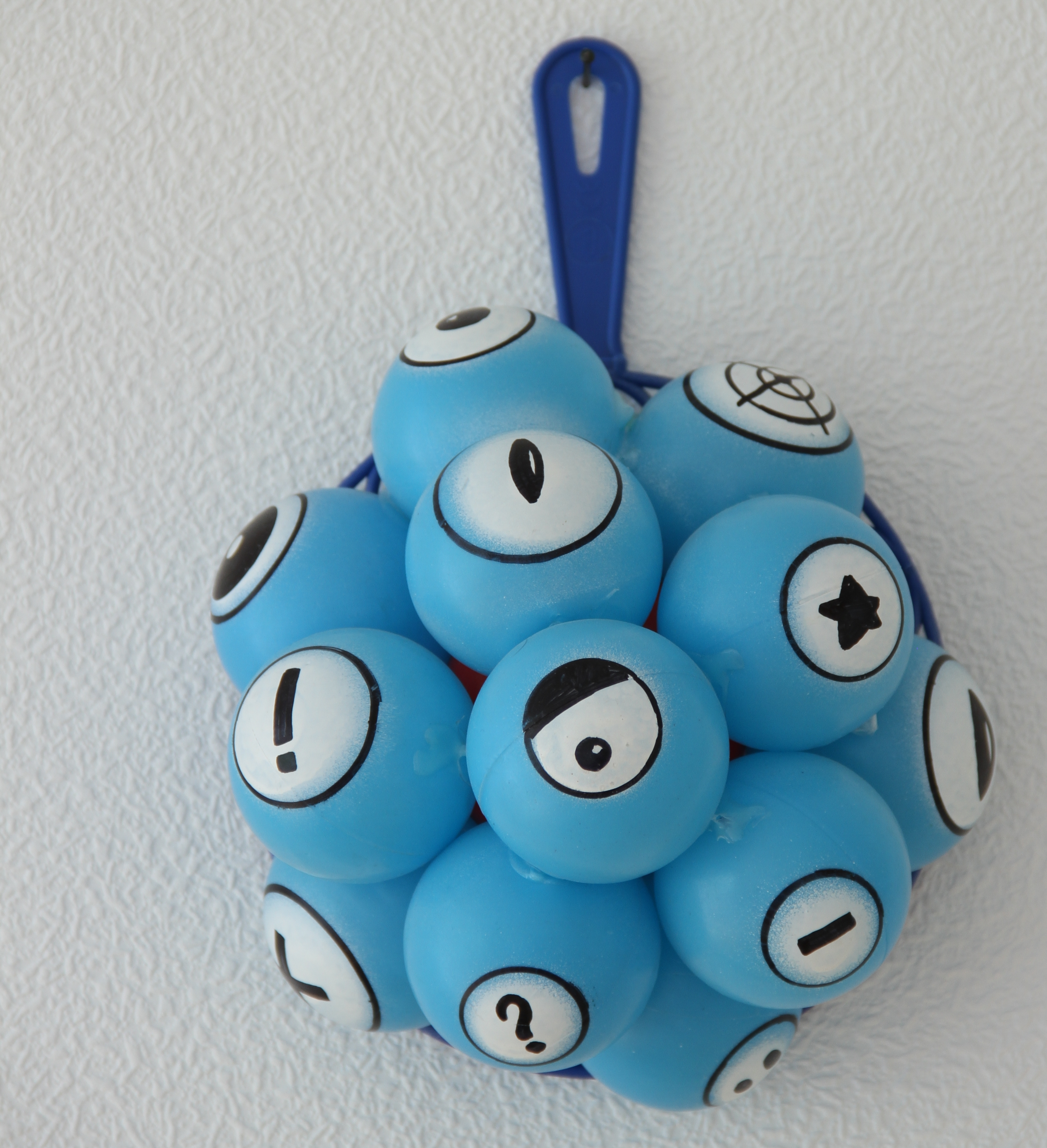
Ein Objekt von Z-ROK

Lehnerer, der bereits 1984 durch das illegale Besprühen öffentlicher Flächen auffiel, wird mittlerweile um die künstlerische Gestaltung solcher Flächen gebeten. Er arbeitet aber auch auf Leinwänden und kreiert Skulpturen. Seine Arbeiten stellen Buchstaben „um ihrer selbst willen“ dar. Es handelt sich dabei um eine spezielle Form moderner Kalligraphie.
Seit 1988 stellte Lehnerer seine Arbeiten regelmäßig aus. Seit 1992 gibt er Kurse zum Thema Graffiti an Schulen und Jugendeinrichtungen.
1994 war er Gründungsmitglied des gemeinnützigen Vereins „Virus e.V.“. 1999 gründet er das Graffiti-Kulturzentrum der Kreisjugendrings München-Stadt, „die Färberei“ und unterstützt darüber zahlreiche Aktivitäten anderer Künstler. Von 1996 bis 2021 war er als Organisator und Mitwirkender maßgeblich an der „Isart“ beteiligt, die sich jährlich der Neugestaltung der Freiluftgalerie auf den Pfeilern der Brudermühlbrücke widmet. 2007 war er während der documenta 12 in Kassel im „Gläsernen Atelier“ tätig.